# Астеропа (митология)
Астеропа (на гръцки: Ἀστεροπή или Στεροπή – „мълния“) е нимфа, една от хесперидите в древногръцката митология.

## Име
Буквално името Астеропа означава „Звездно лице“, съединение от ἄστηρ (чете се „астер“ – „звезда“) и ὄψ (чете се „опс“ – „лице“), но идиоматичното му значение е „мълния“. Тя има и друго име, което понякога използва: Хесперия, което вероятно е свързано с един от предполагаемите ѝ родители.

## Родители
Родителите на Астеропа, заедно със сестрите ѝ, понякога са дъщери на Никта и Ереб, понякога на Атлас, а в някои случаи дори на Зевс. Други възможни родители са Форкис и Кето и Хеспер.

## Сестри
Нейни сестри са Хризотемида, Хигиея и Липара.